# Élection gouvernorale de 2024 au New Hampshire
L'élection gouvernorale de 2024 au New Hampshire a lieu le 5 novembre 2024 afin d'élire le gouverneur de l'État américain du New Hampshire.
Le gouverneur sortant républicain Chris Sununu ne se représente pas. La républicaine Kelly Ayotte est élue pour lui succéder. 

## Contexte
Le gouverneur sortant républicain, Chris Sununu a été élu en 2016, réélu en 2018, en 2020 puis en 2022 et se retire après quatre mandats accomplis.

## Système électoral
Le gouverneur du New Hampshire est élu pour un mandat de deux ans au scrutin uninominal majoritaire à un tour.
Des élections primaires se sont tenues le 10 septembre 2024 pour désigner les candidats démocrate et républicain.

## Primaire républicaine

### Candidats
- Kelly Ayotte, ancienne sénatrice des États-Unis pour le New Hampshire
- Shaun Fife, fermier
- Robert McClory, soudeur
- Richard McMenamon, réparateur auto
- Chuck Morse, ancien président du Sénat du New Hampshire
- Frank Staples, chef d'entreprise

### Résultats
| Candidat | Candidat            | Voix    | %     |  |
| -------- | ------------------- | ------- | ----- |  |
|          | Kelly Ayotte        | 88 117  | 63,12 |  |
|          | Chuck Morse         | 47 567  | 34,07 |  |
|          | Shaun Fife          | 876     | 0,63  |  |
|          | Robert McClory      | 839     | 0,60  |  |
|          | Frank Staples       | 809     | 0,58  |  |
|          | Richard McMenamon   | 527     | 0,38  |  |
|          | Candidats par écrit | 867     | 0,62  |  |
|          |                     |         |       |  |
| Total    | Total               | 139 602 | 100   |  |

## Primaire démocrate

### Candidats
- Joyce Craig, ancienne maire de Manchester
- Jon Kiper, ancien conseiller municipal de Newmarket
- Cinde Warmington, membre du Conseil exécutif du New Hampshire

### Résultats
| Candidat | Candidat            | Voix    | %     |  |
| -------- | ------------------- | ------- | ----- |  |
|          | Joyce Craig         | 59 976  | 47,88 |  |
|          | Cinde Warmington    | 52 420  | 41,85 |  |
|          | Jon Kiper           | 11 789  | 9,41  |  |
|          | Candidats par écrit | 1 076   | 0,86  |  |
|          |                     |         |       |  |
| Total    | Total               | 125 261 | 100   |  |

## Autres partis et candidats
- Stephen Villee (Parti libertarien)
- Edmond Laplante (Parti de la Constitution)

## Résultats
| Candidat                 | Candidat            | Parti               | Voix    | %     |
| ------------------------ | ------------------- | ------------------- | ------- | ----- |
|                          | Kelly Ayotte        | Républicain         | 436 122 | 53,61 |
|                          | Joyce Craig         | Démocrate           | 360 149 | 44,27 |
|                          | Stephen Villee      | Libertarien         | 16 202  | 1,99  |
|                          | Candidats par écrit | Candidats par écrit | 1 024   | 0,13  |
|                          |                     |                     |         |       |
| Votes valides            |                     |                     |         |       |
| Votes blancs et nuls     |                     |                     |         |       |
| Total                    | Total               | Total               |         | 100   |
| Abstention               |                     |                     |         |       |
| Inscrits / participation |                     |                     |         |       |